# Рагуїл Добринич
Рагуїл Добринич (XII століття) — давньоруський політичний діяч, тисяцький великого князя київського Володимира Мстиславича, згаданий у літописі у зв'язку з подіями 1147 та 1169 років. За одним із джерел, його дочка стала дружиною половця Овлура. Існує гіпотеза, за якою саме Рагуїл став автором «Слова о полку Ігоревім».

## У джерелах
Рагуїл Добринич згадується у літописах як наближений Володимира Мстиславича. 1147 року, коли повсталі кияни вирішили розправитися з князем-ченцем Ігорем Ольговичем, Рагуїл, який був тоді тисяцьким, намагався зупинити натовп (з ним були ще один тисяцький, Лазар, і митрополит Климент Смолятич). Проте, Ігор був убитий. Пізніше Рагуїл та Лазар наказали перенести труп, що лежав на площі, до церкви. 1169 року в Печерському монастирі Рагуїл у суперечці з боярином Давида Ростиславича Василем Анастасійовичем захищав свого князя від звинувачень у змові проти Мстислава Ізяславича Київського. Пізніше Володимир справді уклав союз із ворогами Мстислава половцями та берендеями, але Рагуїл та інші боярий його не підтримали. Князю довелося їхати до нових союзників без старшої дружини. Ті, побачивши, що Володимир залишився без підтримки, не прийняли його.
Василь Татищев повідомляє, що князь Ігор Святославич Новгород-Сіверський, втікши на Русь з половецького полону в 1185, одружив на дочці Рагуїла свого супутника Овлура.

## Гіпотези
Дослідник «Слова о полку Ігоревім» І. Новіков припустив, що згаданий у літописі «син тисяцького», який перебував у половецькому полоні й втік із нього разом із князем Ігорем, — це син Рагуїла Добринича. На думку Новікова, саме ця людина могла написати «Слово», будучи учасником подій, описаних у ньому. Дослідник ототожнює сина Рагуїла з «премудрим книжником» Тимофієм, згаданим у Галицько-Волинському літописі. У белетризованій формі він виклав свою версію в повісті «Син тисяцького», опублікованої в 1938 в журналі «Новий світ».
Інший дослідник «Слова», Володимир Федоров, пішов ще далі: він припустив, що автор «Слова» «крім обдарованості повинен був мати ще й великий життєвий досвід, глибоке знання не тільки військової справи, а й історії Русі», а значить, це був не син тисяцького, а сам Рагуїл Добринич, який після 1169 року міг стати тисяцьким на службі в Ігоря Святославича.
Філолог Лев Дмитрієв упевнений, що надійних даних, на основі яких можна було б вважати, що Рагуїл служив Ігореві Святославичу і що саме його син згаданий як «син тисяцького», не існує. При цьому він зазначає, що Рагуїл міг бути пов'язаний із Чернігово-Сіверською землею: про це говорять і факт шлюбу його дочки з Овлуром, і те, що мати його пана Володимира Мстиславича, вислана з Києва у 1169 році, поїхала до Чернігова.
Існує думка, що Рагуїл Добринич належав до новгородського боярства і був сином посадника Добрині Рагуїловича (за однією з версій, нащадка дядька Володимира Святого, за іншою — сина ярла Раґнвальда). Деякі вчені ототожнюють його з ладозьким посадником Рагуїлом, згаданим у літописі у зв'язку з подіями 1132 року, і з новгородцем того ж імені, якому адресована новгородська берестяна грамота № 831, підписана якимсь Кузьмою.